# 贝内迪蒂努斯
贝内迪蒂努斯（葡萄牙語：Beneditinos）是巴西皮奥伊州的一个市镇。总面积792.562平方公里，总人口9560人，人口密度12.1人/平方公里。